# Gaston Le Provost de Launay
Pour les articles homonymes, voir Le Provost et Launay.
Gaston Henri Adolphe Le Provost de Launay, né le 13 décembre 1874 à La Rochelle et mort le 10 mars 1957 à Paris, est un homme politique français. Il a été élu durant un quart de siècle membre du Conseil municipal de Paris qu'il présida en 1938-1939.

## Biographie
D'ascendance bretonne, il est le fils de Victor Le Provost de Launay, docteur en droit, sous-préfet de Parthenay, auditeur au Conseil d'État, et de Clémence Gon. Et le dernier du nom d'une longue lignée d'hommes politiques depuis la Révolution, à commencer par Vincent, Augustin Le Provost de Launay (1749-1810), membre du Tiers-état de Bretagne en tant que suppléant du député-maire de Saint-Brieuc, Jean-François-Pierre Poulain de Corbion. Suivirent son fils aîné, Pierre-Marie Le Provost de Launay (1785-1848), maire de Pontrieux, député des Côtes-du-Nord, son second fils, Augustin Claude Le Provost de Launay (1796-1851), préfet et conseiller général des Côtes du Nord. Le fils aîné de ce dernier, Auguste, Pierre Le Provost de Launay (1823-1886), d'abord préfet du Calvados puis de la Haute-Garonne, révoqué par le gouvernement de la Défense nationale, est élu représentant à l'Assemblée nationale en 1874, réélu député à Bayeux en 1877, puis élu au Sénat, en 1885, candidat des partis monarchistes. Enfin le fils de celui-ci, Louis Le Provost de Launay (1850-1912) est député bonapartiste des Côtes-du-Nord, puis sénateur, de 1896 à 1912. C'est le cousin de Gaston Le Provost de Launay.
Ce dernier est élève de l'École Gerson à Paris (promotion 1893) puis Saint-Cyrien (1895-97). Il épouse en décembre 1899, Antoinette Bérenger (1878-1930), fille d'Alfred Bérenger. Ils auront trois filles : Anne, épouse en 1920 le comte Jacques de Froissard de Broissia, Yvonne, Georges d'Artois et Odette, en 1926 le comte Xavier de Plan de Sieyès de Veynes, après la mort de ce dernier le comte Bertrand de May de Termont en 1942. 
La famille de sa femme est originaire de Grasse, où une société Bérenger fils a été créée dès les années 1850. Elle fabrique les fameuses matières premières utilisées pour la création de parfums. Son beau-père est un homme d'affaires; à sa mort en 1909,  Gaston Le Provost de Launay le remplace dans les conseils d'administration de différentes entreprises : société des carrières de porphyre de Saint-Raphaël - qui exploite les carrières du Dramont - (vice-président), société cotonnière du Tonkin, qu'il préside à la fin des années 1930 et au début des années 1940. Il préside également les forges de Leval-Aulnoye.
C'est en 1909 que Gaston Le Provost de Launay démissionne de l'armée, il a 35 ans et les moyens de s'engager en politique. Il devient en 1911 dirigeant du Comité bonapartiste de la Seine,,,.
Mobilisé en 1914, intoxiqué par les gaz en octobre 1915, il termine la Première Guerre mondiale avec le grade de capitaine de cavalerie (obtenu en 1915), la croix de guerre et la croix de chevalier de la Légion d'honneur (1918). Il sera élevé au grade d'officier de la Légion d'honneur par décret du 11 juillet 1935. 
D'abord battu aux législatives de 1914, à Saintes en Charente-Inférieure, il est élu député de ce département le 16 novembre 1919, au scrutin de liste. Il s'est présenté sur une « liste d'union républicaine » comme propriétaire viticole, ancien combattant titulaire de la Légion d'honneur et de la croix de guerre, aux côtés de dirigeants locaux de l'Alliance démocratique tel Jules Bertrand mais aussi de Pierre Taittinger, qu'il a côtoyé dans les cercles plébiscitaires avant la guerre,,. Il siège à la droite de l'Assemblée, dans le petit groupe de l'Action républicaine et sociale (ARS), comme Taittinger, Clément-Gabriel Villeneau et Pierre Voyer, ses colistiers. Son passé bonapartiste, qu'il assume, donne lieu à quelques incidents de séance à la Chambre, l'opposant à Paul de Cassagnac ou Raymond Poincaré,,. Il s'en prend aussi à des communistes comme Marcel Cachin. Selon sa biographie publiée sur le site de l'Assemblée nationale, Le Provost de Launay n'hésitait pas à se séparer dans ses votes de ses amis politiques de la majorité. « Il se distinguait par la vivacité de son caractère autant que par celle de son esprit » et était prêt à sa battre en duel avec Poincaré qui avait pris à partie le prince Napoléon en séance publique.
Il est alors l'un des quatre-vingts membres du comité directeur de la Ligue des patriotes et vice-président de la Ligue des chefs de section, jusqu'en 1922. Membre aussi des Jeunesses patriotes de Pierre Taittinger, qui met en garde contre le mouvement autonomiste inspiré par l'Allemagne. Il n'est pas réélu en 1924 ; la liste républicaine sur laquelle il figure est battue par celle du cartel des gauches,,,,. 
Il collabore au quotidien parisien L'Éclair puis à La Liberté,,,,; il y demande une « réforme politique totale: (...) la question du régime parlementaire est posée ». 
Le Provost de Launay se tourne alors vers les fonctions municipales. Il est élu le 3 mai 1925 à une importante majorité conseiller municipal du VIIIe arrondissement de Paris pour le quartier des Champs-Élysées « qu'il devait représenter à l'Hôtel de ville pendant un quart de siècle ». Le conseiller sortant, Michel Missoffe, élu député, le soutient, comme aussi le député Pierre Taittinger. Avec qui il entretiendra bientôt des rapports hostiles. 
Il va ensuite tenter de retrouver un siège de député en 1928 en se portant candidat aux législatives dans le 16e arrondissement de Paris, sans succès, contre Charles de Lasteyrie, ancien ministre des finances du Bloc national, à qui il reproche sa politique fiscale. Tous deux sont membres de la Fédération républicaine, le grand parti de la droite libérale et conservatrice qui choisit d'investir Lasteyrie. Gaston Le Provost de Launay refuse l'arbitrage des dirigeants de ce parti; il est radié de ses cadres en avril.
Il est cependant réélu conseiller municipal en 1929, au second tour, après avoir distancé au premier tour un candidat pourtant investi ou appuyé par la Fédération républicaine, l'Alliance démocratique, le Parti démocrate populaire, la Ligue républicaine nationale, les Jeunesses patriotes, et par le député de la circonscription. Il est encore membre du comité directeur de la Ligue des patriotes au début des années 1930.
Durant la période chahutée de la fin de l'entre-deux-guerres, dans une France économiquement exsangue et politiquement instable, Le Provost de Launay participe avec d'autres conseillers municipaux parisiens, dans un groupe des Jeunesses patriotes, à la manifestation du 6 février 1934 qui dénonce jusqu'aux marches de la Chambre des députés un pouvoir corrompu par les affaires. La police tire à balles réelles sur la foule faisant une trentaine de morts. Blessé lors de cette émeute, il vient en aide au  président de la Fédération nationale des Camelots du roi, Maxime Real del Sarte également blessé et prononce par la suite un discours lors des obsèques d'un camelot du roi blessé. Cet habitué des dîners des Affinités françaises du marquis Louis de Fraguier fait le lendemain un éloge de « cette soudaine et magnifique réaction française », un appel à l’union des ligues et à l’installation d’un « régime d’autorité ». Le Provost de Launay se réclamera de l'esprit du 6 février pour se faire réélire en 1935, dès le premier tour à une imposante majorité. 
Cet élu de Paris est aussi actif dans les cercles antimaçonniques issus du 6 février, il préside dès 1934 une réunion de la Ligue nationale antimaçonnique du comte Armand de Puységur, avec Philippe Henriot comme principal orateur et fait partie l'année suivante du comité directeur de l’Union antimaçonnique. Il préside également en 1935 et 1936 des rencontres de la Ligue Franc-catholique, liée à la Revue internationale des sociétés secrètes, anti-judéomaçonnique. 
« Je suis Croix de feu, je suis l’ami des Camelots du roi, des Jeunesses patriotes, de toutes les ligues nationales », déclare-t-il au conseil municipal de Paris en 1935. Exprimant ses convictions nationalistes et anticommunistes dans des lettres adressées au préfet de police, au président de la Fédération républicaine, au président du conseil. 
En février 1936, il fonde avec René Gillouin, autre conseiller municipal parisien, et Lucien Souchon, journaliste et publiciste, et secrétaire général de l'Union antimaçonnique - ils ont fréquenté les mêmes réunions politiques en 1934 -, le « Rassemblement national pour la reconstruction de la France », en réaction à l'échec des ligues et à la victoire du Front populaire. Ils sont rejoints par le général Maxime Weygand, le professeur au Collège de France Bernard Faÿ, l'Académicien Abel Bonnard, le médecin-général Jules Emilynotamment, qui forment avec eux le comité directeur de cette organisation. Ce rassemblement publie des tracts documentaires puis des Cahiers, intitulés Penser pour agir, visant à répondre aux thèses du Front populaire, et tient quelques rares conférences. Telle celle présidée par Bonnard lors d’un déjeuner du comité Dupleix-Bonvalot, en février 1937. Souchon y traite de la « grandeur et de la misère de la cause nationale », Gillouin du thème : « vers un nouvel ordre social ». 
En juillet 1937, il figure parmi les personnalités venues accueillir Charles Maurras à sa sortie de prison au siège de L'Action française, prend part au meeting du vélodrome d’hiver en son hommage, participe encore à une réunion destinée à remettre à Maurras son épée d'académicien en 1939. 
Le 1er juillet 1938, Gaston Le Provost de Launay est élu, pour un mandat d'un an selon la tradition, président du Conseil municipal de Paris par 53 voix pour 75 suffrages exprimés. Les groupes politiques modérés qui détiennent la majorité l'ont choisi comme candidat. Il affirme dès le jour de son élection vouloir « réaliser l'union, union qui est absolument nécessaire à tous les Français à l'heure grave que nous traversons », après s'être souvent heurté aux conseillers de gauche, communistes notamment qui n'ont pas souhaité présenter de candidat à la présidence.   

Lors de la séance du conseil municipal du 18 mars 1939,  il tance l'antisémite Louis Darquier de Pellepoix qui s'étonnait que Le Provost de Launay ait écrit une lettre de félicitations au grand rabbin de Strasbourg, désigné grand-rabbin de France et que son directeur de cabinet soit juif : 

« Je fais appel à la collaboration de tous, quelle que soit la religion et quel que soit le parti politique auquel ils appartiennent. (…) Je vous déclare, et je vous le fais devant tous mes collègues, que, pour des raisons que j’ignore, vous poursuivez dans cette assemblée une œuvre mauvaise, une œuvre de division qui est vraiment abominable dans les circonstances présentes. »

 Darquier de Pellepoix rétorque que Le Provost de Launay lui aurait confié en d'autres temps, dans une conversation privée, être « aussi antijuif » que lui. Il lui aurait dit : « Je suis tellement antijuif que j'ai subi les représailles de la juiverie », qu'il n'est plus invité chez les Rothschild,,. S'enferre : « J'ai été insulté par M. Le Provost de Launay (...) J'ai l'intention de continuer et de vous dire : quelle que soit la besogne de division dont vous m'accusiez, j'ai moi la conviction de faire une besogne utile à ce pays. L'union je la ferai avec vous ou contre vous, mais ce sera celle de tous les vrais Français contre les Juifs ». La « prise de position sans équivoque » de Le Provost de Launay « qui se démarquait si explicitement des ennemis d'Israël » amena Robert de Rothschild, président du consistoire israélite de Paris, à lui envoyer ses remerciements.
Après le début de l'offensive allemande le 10 mai 1940, « ayant comme tous les conseillers municipaux de Paris quitté la capitale à la demande pressante de Georges Mandel » rapporte l'historien Jean Philippet dans Le Temps des Ligues, il se retire dans sa propriété de Touraine. Début juin 1940, il y héberge secrètement une nuit le Général de Gaulle accompagné de son officier d'ordonnance Geoffroy de Courcel avant le départ pour l'Angleterre. De Gaulle le notifie dans ses Mémoires de guerre : « Au cours de la journée du 12 juin 1940, logé au château de Beauvais, propriété de M. Le Provost de Launay, je travaillais avec le général Colson au plan de transport en Afrique du Nord ». 
Maintenu en fonction en 1941 par le régime de Vichy, il aurait reçu selon certaines sources la francisque (no 357),. Cette attribution n'est pas certaine.  
Il assiste du reste aux réunions clandestines organisées place d'Iéna chez le conseiller municipal Armand Lanote pour préparer la résistance de cette assemblée face à l'occupant, relate l'historien Philippe Nivet. Le Provost de Launay démissionne en 1943 du conseil municipal de Paris pour protester contre les déportations de Français en Allemagne. Et justifie son retrait dans une lettre adressée au préfet de la Seine : « Quand Paris et ses habitants mènent une vie dont la dureté s'aggrave chaque jour, et que je ne peux rien faire, ni même rien dire pour les défendre, il ne m'est pas possible, après les avoir si longtemps représentés, de conserver une situation où je ne rends aucun service comparé aux avantages qu'elle me procure »,. Il refuse en outre la même année, lors d'un entretien à Vichy, de devenir le représentant du maréchal à Paris, « non sans lui avoir fait connaître son désaccord avec son entourage » relate également Jean Philippet. 
Le comité de Libération de Paris, dominé par les communistes, refuse sa réintégration en décembre 1944, mais il est réélu conseiller municipal en 1945, sur une liste d'union. Il adhère au Parti républicain de la liberté, qui s'allie en 1947 à Paris au Rassemblement du peuple français (RPF) du général de Gaulle. Il est réélu ensuite en 1947, tête d'une liste du RPF. Il s'est engagé aux côtés du Général de Gaulle avec lequel il partage une même vision verticale et bonapartiste du pouvoir. Le RPF remporte un vif succès aux élections municipales à travers le pays. Dans la foulée Pierre de Gaulle, frère cadet de Charles, est élu à la présidence du conseil municipal de Paris de 1947 à 1951. Gaston Le Provost de Launay, démissionne cependant du parti gaulliste en juin 1952, et, désormais doyen d'âge du conseil municipal ne se représente pas en 1953, à 79 ans, ne voulant pas affronter un de ses anciens amis dès lors que les élus de 1947 se dispersent sur plusieurs listes,,,. « Il a laissé dans cette assemblée le souvenir d'une présidence très brillante (...). Compagnon du maréchal Lyautey et du général de Lattre de Tassigny, son patriotisme lui avait fait pressentir la "montée des périls" et devait faire de lui un adversaire acharné du gouvernement de Vichy », affirme  le Dictionnaire des parlementaires français de 1889 à 1940 de Jean Jolly.